# Synagoge (Gunzenhausen)

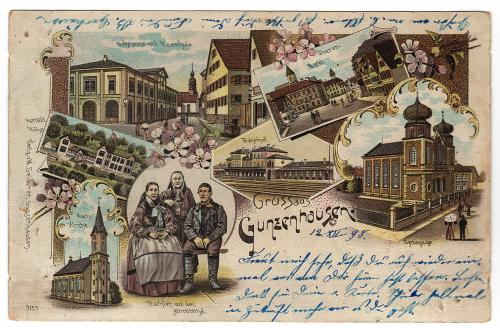
Ansichtskarte von Gunzenhausen mit Synagoge (datiert: „12. XII. 98“)

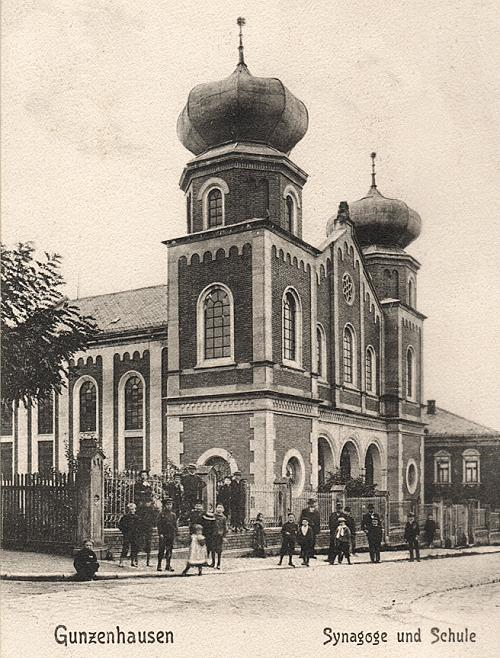
Synagoge in Gunzenhausen, rechts daneben die jüdische Schule

Die Synagoge in Gunzenhausen, einer Stadt im mittelfränkischen Landkreis Weißenburg-Gunzenhausen in Bayern, wurde 1882/83 erbaut. Die Synagoge stand in der Mariusstraße, die heutige Bühringerstraße.

## Geschichte
Die Synagoge im Stil der Neuromanik wurde am 19. Oktober 1883 durch den Distriktsrabbiner Aron Bär Grünbaum aus Ansbach eingeweiht.
Bereits 1928 wurden Fenster der Synagoge eingeworfen.

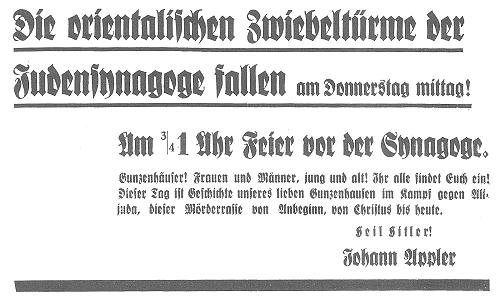
Anzeige im Altmühl-Boten vom 15. November 1938

Am 8. November 1938, einen Tag vor dem Novemberpogrom 1938, wurde die Synagoge von der Stadt Gunzenhausen für 8.000 Reichsmark von der jüdischen Gemeinde gekauft. Am 10. November 1938 sollte sie von der SA niedergebrannt werden, was jedoch nicht geschah, da das Feuer auf die nahe stehenden Häuser hätte übergreifen können. Eine Woche später wurden die Kuppeln in einer öffentlichen Veranstaltung „gefällt“. Am 17. November um die Mittagszeit fanden sich, auf Einladung durch eine Anzeige im Altmühl-Boten vom 15. November, viele Bürger zu dem Spektakel ein. Bürgermeister Johann Appler sprach zu den Anwesenden. Er wies auf die Bedeutung des Vorganges für die Stadt hin.
Von 1942 bis 1945 wurden französische Kriegsgefangene im Synagogengebäude untergebracht. Von 1947 bis 1949 wurde das Gebäude als Kaufhaus, von 1953 bis 1980 als Werkhalle genutzt.
Die Synagoge wurde im Jahr 1981 aus unbekannten Gründen abgebrochen und das Grundstück danach neu bebaut.

## Architektur

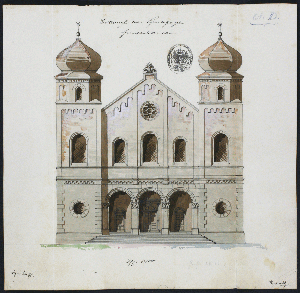
Hauptfassade, Zeichnung der königlichen Baubehörde in München (Mai 1882)

Der erste Entwurf für die Synagoge stammte vom Gunzenhausener Maurermeister August Handschuh. Allerdings fertigte die königliche Baubehörde in München im Mai 1882 neue Pläne, wobei einige Bauideen von Handschuh in den realisierten Plan eingingen. Da die Baubehörde auf die Heranziehung eines Architekten bei der Planung der Details und der Durchführung des Baus drängte, wurde der Fürther Baumeister Carl Evora aus Nürnberg engagiert.
Die Synagoge war 21,65 Meter breit und 21,80 Meter lang. Sie stand auf einem umlaufenden, etwa einen Meter hohen Natursteinsockel. Im Nordwesten führte eine Freitreppe zu der in drei Arkaden sich öffnenden Vorhalle. Von hier gelangte man über seitliche Öffnungen in die Türme und über drei Portale in den Betsaal. Die über fünf Seiten eines Achtecks errichtete Apsis fasste den Toraschrein und die Bima. Ein Mittelgang teilte die Bänke für die 118 Männerplätze. Die 60 Kinderplätze befanden sich dahinter an der Südostwand. Die dreiseitig umlaufende Frauenempore ruhte auf Konsolen. Der Triumphbogen besaß einen Rahmen aus übereinander gestapelten Pilastern. Über der Apsis war das Misrachfenster. Der Betsaal schloss mit einer Flachdecke mit Vouten ab. Die Vorhalle hatte die gleiche Breite wie der Betsaal, sie öffnete sich triumphbogenartig in drei rundbogigen Arkaden.
Die Mikwe im Kellergeschoss wurde durch Eingänge an der Rückseite der Türme erschlossen.
Die repräsentative Synagoge gehörte mit ihren von Davidsternen bekrönten Zwiebeltürmen, in denen sich die Treppenaufgänge zur Frauenempore befanden, zu den Hauptsehenswürdigkeiten in Gunzenhausen. Rechts neben der Synagoge stand das ebenfalls von Carl Evora entworfene jüdische Schulhaus, das im Juli 1882 fertiggestellt wurde.

## Gedenken
Heute erinnert eine Gedenktafel am Standort an die ehemalige Synagoge. Die Inschrift lautet: „Zur Erinnerung an die an dieser Stelle in den Jahren 1882–1883 errichtete Synagoge und Schule der ehemaligen Israelitischen Kultusgemeinde Gunzenhausen. Nach der sogenannten ,Kristallnacht‘ im Jahre 1938 wurde die östliche Turmhaube herabgestürzt und das Gebäude profanen Zwecken zugeführt. Die Synagoge und Schule musste von der Israelitischen Kultusgemeinde Gunzenhausen im Jahre 1938 aus politischen Gründen an die Stadt veräußert werden. In der ehemaligen Synagoge waren von 1942–1945 französische Kriegsgefangene untergebracht, von 1947–1949 fand sie als Kaufhalle und von 1953–1980 als Werkhalle Verwendung. Die ehemalige Schule wurde bis 1969 als Wohnhaus und von 1969–1980 als Bürogebäude verwendet. Der Abbruch und die Wiederbebauung erfolgten im Jahre 1981.“